# Samuel Déglon
Samuel Déglon (* 9. Oktober 1801 in Curtilles; † 28. Januar 1872 ebenda) war ein Schweizer Politiker. Von 1855 bis 1862 gehörte er dem Nationalrat an.

## Biografie
Der Sohn eines Lehrers lebte in Curtilles als bescheidener Landwirt, wo er auch eine kleine religiöse Splittergruppe leitete. Ab 1830 war er als Schreiber am Friedensgericht in Lucens tätig, von 1846 bis 1870 präsidierte er das Bezirksgericht des Bezirks Moudon. In der Armee des Kantons Waadt hatte er ab 1841 den Rang eines Majors der Infanterie.
Déglon vertrat radikalliberale Ansichten. 1845 wurde er in den Waadtländer Grossen Rat gewählt, dem er sechs Jahre lang angehörte. Er kandidierte im Oktober 1855 bei einer Nachwahl im Nationalratswahlkreis Waadt-Nord und trat die Nachfolge von Abram-Daniel Meystre an. 1857 und 1860 gelang ihm die Wiederwahl, 1862 trat er vorzeitig zurück.